# Suidynastin

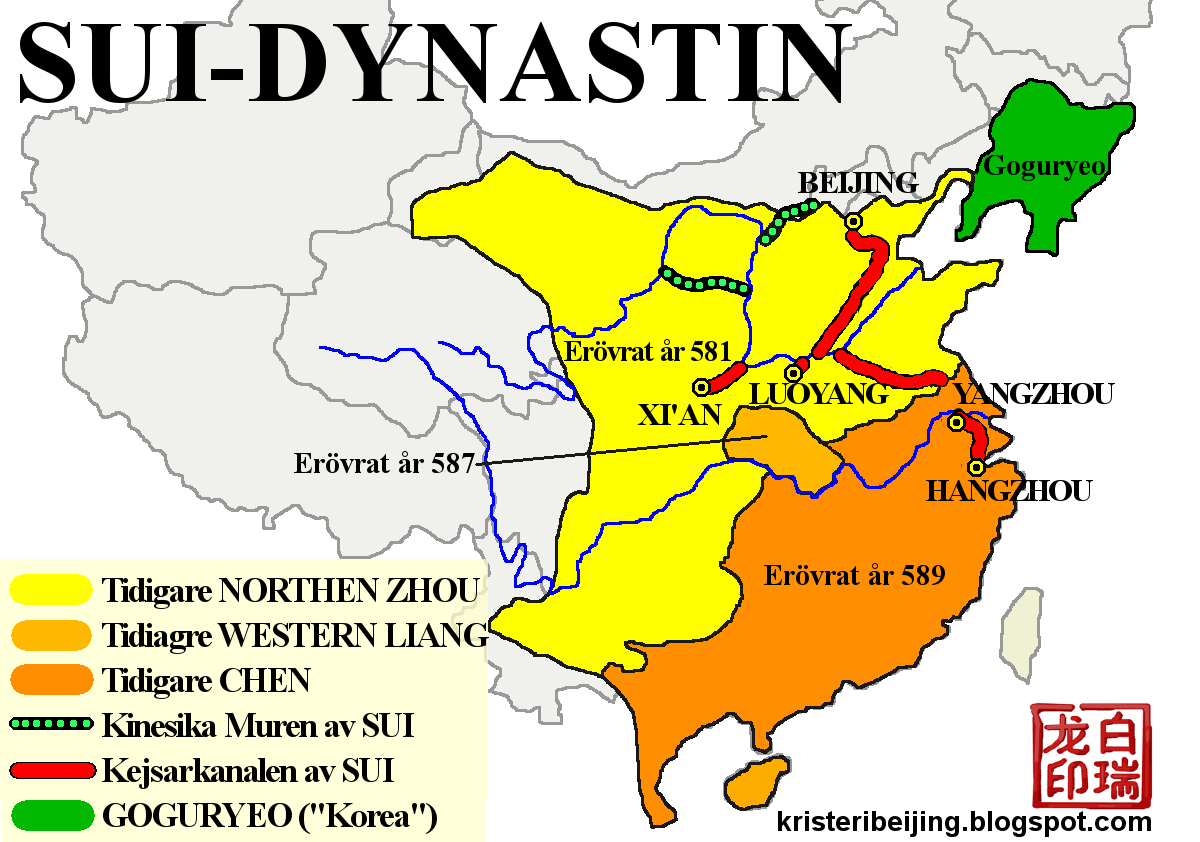
Karta som visar hur Suidynastin etableras

Suidynastin (隋朝) (581–618) var en kortlivad dynasti som enade norra och södra Kina till ett kejsardöme igen efter över långa tiders oroligheter. Det gjordes flera stora ekonomiska reformer och infrastrukturella framsteg. Bland annat byggdes den berömda Kejsarkanalen. Buddhismen spred sig också denna period. Men styret präglades också av militära aktiviteter, hårdhet och högt skattetryck på befolkningen. Suidynastin söndrades inifrån av uppror och maktspel och gick slutligen under efter att ha försvagats av flera misslyckade fälttåg mot Korea (Goguryeo, 高句丽). Dynastin följdes av Tangdynastin.

## Dynastins grundande
Yang Jian var ämbetsman i Norra Zhoudynastin och tog makten från barnkejsaren Jing Di (静帝) och bildade Suidynastin år 581 och gav sig själv namnet kejsare Wen 隋文帝.
År 587 erövrade kejsare Wen riket Liangdynastin och år 589 hade han erövrat det stora Chen-riket i söder, och enade Kina igen under Suidynastin.

## Kejsare Wen
Kejsare Wen (541–604) var militärofficer i Norra Zhoudynastin (557–581) och tog makten och skapade Suidynastin 581.
Hans första bedrift var att konsolidera den statliga administration och centralisera det politiska systemet. Som buddhist så bidrog han starkt till att sprida buddhismen över Kina. Kejsare Wen både byggde ut och reparerade den kinesiska muren  och han inledde arbetet med att bygga Kejsarkanalen.
Det är oklart hur kejsare Wen dog, men mycket tyder på att han blev mördad av sin son som tog makten och blev kejsare efter sin fas död år 604.

## Kejsare Yang
Kejsar Yang (569–618) blev kejsare över Suidynastin år 604. Även kejsar Yang byggde vidare på den kinesiska muren och han färdigställde Kejsarkanalen och andra infrastrukturella byggnationer.
Kejsare Yang drev även en serie kostsamma fälttåg mot Korea som gick hårt åt landets ekonomi.
Han var betraktad som tyrann och levde ett lyxigt liv och var mycket hård mot sitt folk. Som ett resultat av detta så formades många rebellgrupper i landet, och kejsar Yang blev till slut mördad av en av sina egna män vilket blev slutet på Suidynastin.

## Byggande av Xi'an och Luoyang
Chang'an (Xi'an) gjordes till huvudstad direkt när dynastin grundades och Luoyang gjordes till parallell huvudstad efter att kejsar Wen avlidit. Båda städerna byggdes som nya från grunden jämte dess tidigare stadskärnor. Kejsar Wen byggde Chang'an och Luoyang byggdes upp av Kejsar Yang.

## Jämförelse med Qindynastin
I flera avseenden liknar Suidynastin den första kejsardynastin Qindynastin:
- Båda enade Kina efter långvarig splittring och krig.[1][12]
- Båda var mycket korta dynastier med bara två kejsare (38 resp. 16 år).[13][3]
- Båda gjorde mycket stora byggnadsverk (Kejsarkanalen, Terrakottaarmén och Kinesiska Muren)[13][8]
- Båda efterföljdes av mycket starka och långa dynastier. (Tangdynastin resp. Handynastin)
- Båda skapade lagar, regler och standarder som blev framtida normgivare.[13][14]

## Regentlängd
Se även Lista över Kinas kejsare
| Sui Wen, 隋文帝                                                                                          | Yang Jian 楊堅  | 581–604 | -                    |
| Sui Yang 隋煬帝                                                                                          | Yang Guang 楊廣 | 604–617 | Son till Kejsare Wen |
| Sui Gong 隋恭帝                                                                                          | Yang You 楊侑   | 617–618 | -                    |
| Prinsen av Yue 越                                                                                        | Yang Tong 楊侗  | 618–619 | -                    |
| 1 Där inget annat anges, Ref. ”CHINAKNOWLEDGE”, Chinese History - Rulers of the Sui Dynasty 隋 (581–618) |                 |         |                      |